# Dylan Sprouse
Pour les articles homonymes, voir Sprouse et Cole Sprouse.
 Dylan Thomas Sprouse, né le 4 août 1992 à Arezzo en Italie, est un acteur américain.
Il se fait connaitre avec son frère jumeau Cole, pour ses rôles dans le film Big Daddy ainsi que dans les séries télévisées La Vie de palace de Zack et Cody et La Vie de croisière de Zack et Cody, diffusées sur Disney Channel.

## Biographie

### Enfance
Dylan Thomas Sprouse naît à Arezzo, en Italie, de parents américains Matthew Sprouse et Melanie Wright, qui à l’époque enseignaient l'anglais dans une école en Toscane. Il naît 15 minutes avant son frère jumeau Cole. Quatre mois après sa naissance, il reviendra vivre aux États-Unis. Il grandit dans la ville natale de ses parents, Long Beach en Californie. Ses parents divorcent en 1997.

### Vie privée
En 2018, Dylan Sprouse gère une brasserie à Brooklyn appelée All-Wise Meadery.
Depuis le 16 juin 2018, il partage sa vie avec la mannequin hongroise Barbara Palvin. Le couple vit à Brooklyn pendant trois ans avant d'emménager à Los Angeles en 2021. Ils se fiancent en septembre 2022, puis se marient le 15 juillet 2023 en Hongrie.

### Carrière

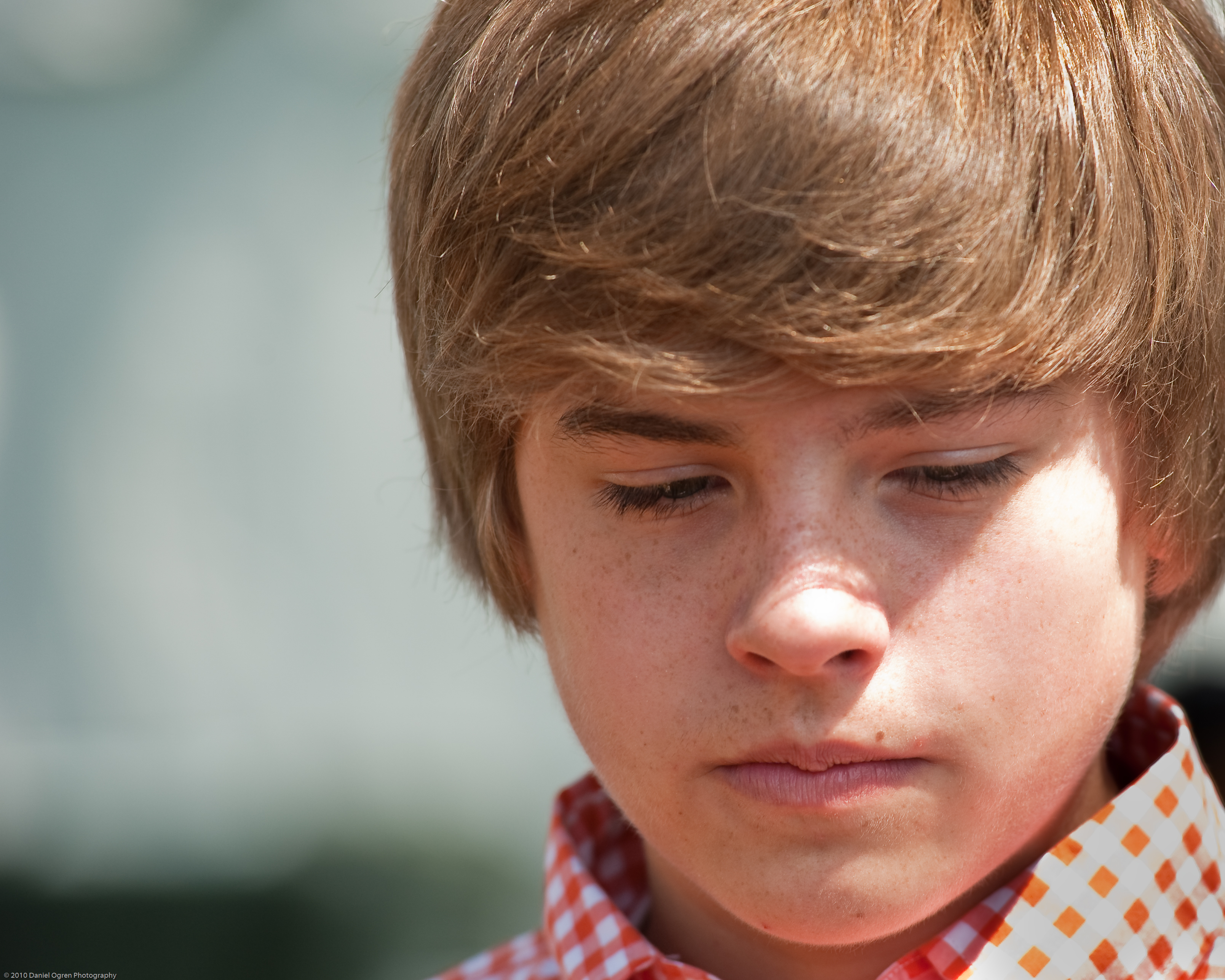
Dylan Sprouse en 2010.

Il commence sa carrière d'acteur aux côtés de son frère jumeau Cole Sprouse à huit mois. Les débuts de leur carrière sont rythmés par des apparitions dans des publicités, des téléfilms dans des rôles de bébés ou d'enfants. En raison des lois du travail des enfants en Californie limitant le temps de tournage des enfants dans une journée, pouvoir partager un rôle avec son frère jumeau permettait de gagner du temps sur une production.
En 2005, il obtient le rôle de Zack Martin dans la série originale de Disney Channel, La Vie de palace de Zack et Cody aux côtés de son frère qui incarne Cody. Il reprend son rôle dans le spin-off de la série en 2008, La Vie de croisière de Zack et Cody, ainsi que dans le téléfilm Zack et Cody, le film sorti en 2011.

### Études
À partir de 2011, il étudie à l'université de New York. Il s'inscrit à la Gallatin School of Individualized Study où il étudie la conception de jeux vidéo jusqu'au diplôme qu'il obtient en 2015 en même temps que son frère.

### Retour à une carrière d'acteur
Après une pause de cinq ans, il est à l'affiche du thriller horrifique Dismissed en 2017.
En 2018, il tourne dans le film indépendant Banana Split réalisé par Benjamin Kasulke, sorti en 2020.
En août 2019, il annonce être au casting de la suite de la saga à succès After : Chapitre 2 de Roger Kumble et Anna Todd dans le rôle de Trevor. Il sera aux côtés de Josephine Langford, Hero Fiennes-Tiffin et de Candice King,.

## Filmographie

### Cinéma

#### Longs métrages
- 1999 : Big Daddy : Julian 'Frankenstein' McGrath
- 1999 : Intrusion : un jumeau
- 2001 : Diary of a Sex Addict (en) de Joseph Brutsman (it) : Sammy Jr
- 2002 : J'ai vu maman embrasser le Père Noël (en) de Shawn Levy : Justin Carver
- 2002 : The Master of Disguise de Perry Andelin Blake : Pistachio jeune
- 2003 : Just for Kicks : Zack Martin
- 2004 : Le Livre de Jérémie (The Heart is Deceitful Above All Things) : Jeremie âgé
- 2005 : Piggy Banks (en) : John jeune
- 2009 : The Kings of Appletown : Clayton
- 2017 : Dismissed de Benjamin Arfmann : Lucas Ward
- 2020 : Banana Split de Benjamin Kasulke : Nick
- 2020 : Turandot de Xiaolong Zheng : Calaf
- 2020 : Tyger Tyger de Kerry Mondragon : Luke
- 2020 : After : Chapitre 2 de Roger Kumble et Anna Todd : Trevor
- 2021 : The Curse of Turando (en)t : Calaf/Blue eyes
- 2022 : Mon petit ami virtuel (My Fake Boyfriend) : Jake
- 2023 : Jolie Désastre (Beautiful Disaster (film)) : Travis Maddox
- 2024 : Beautiful Wedding : Travis Maddox
- 2024 : The duel de Justin Matthews et Luke Spencer Roberts : Colin
- 2024 : Aftermath de Patrick Lussier : Eric Daniels

#### Courts métrages
- 2003 : Apple Jack (en) de Mark Whiting : Jack Pine
- 2019 : Carte blanche d'Eva Doležalová : Gideon Blake
- 2019 : Daddy de Christian Coppola : Paul

#### Doublage
- 2002 : Huit nuits folles d'Adam Sandler (film d'animation) : K-B Toys soldat
- 2006 : Holidaze: The Christmas That Almost Didn't Happen (es) (film d'animation)' : un enfant
- 2008 : Les Copains des neiges (Snow Buddies) : Shasta
- 2010 : Kung Fu Magoo (en)' (film d'animation) : Justin Magoo

### Télévision

#### Téléfilms
- 2007 : Le Prince et le Pauvre : Tom Canty
- 2011 : Zack et Cody, le film (The Suite Life Movie) : Zack Martin

#### Séries télévisées
- 1993-1998 : Une maman formidable (Grace Under Fire) : Patrick Kelly (112 épisodes)
- 1998 : Mad TV : Un enfant (2 épisodes)
- 2001 : Aux portes du cauchemar (The Nightmare Room) : Buddy (1 épisode)
- 2001 : That '70s Show : Bobby (1 épisode)
- 2005-2008 : La Vie de palace de Zack et Cody (The Suite Life of Zack and Cody) : Zack Martin (87 épisodes)
- 2006 : Kuzco, un empereur à l'école : Zam (voix) (1 épisode)
- 2006 : Phénomène Raven : Zack Martin (1 épisode)
- 2008-2011 : La Vie de croisière de Zack et Cody (The Suite Life on Deck) : Zack Martin (71 épisodes)
- 2009 : Hannah Montana : Zack Martin (1 épisode)
- 2009 : Les Sorciers de Waverly Place (The Wizards of Waverly Place) : Zack Martin (1 épisode)
- 2012 : Sketches à gogo ! : lui-même (1 épisode)

### Clips
- 2018 : Consequences (en) de Camila Cabello[12]
- 2019 : Think About You (en) de Kygo ft. Valerie Broussard[13]
- 2022: The Widow Maker de Carpenter Brut

### Jeux Vidéo
- 2018 : Total War: WARHAMMER 2 : Alith Anar[14]
- 2020 : Kingdom Hearts III : Yozora[15]

## Voix francophones
En France
| - Gwenaël Sommier dans : - La Vie de palace de Zack et Cody (série télévisée) - Le Prince et le Pauvre (téléfilm) - La Vie de croisière de Zack et Cody (série télévisée) - Hannah Montana (série télévisée) - Zack et Cody, le film (téléfilm) - Les Sorciers de Waverly Place (série télévisée) | - Guillaume Pevée dans : - Joli désastre (en) - Beautiful Wedding Et aussi - Anton Couplier dans Les Copains des neiges (voix) - Nicolas Duquenoy dans Banana Split (en) - Théo Frilet dans After : Chapitre 2 - Clément Moreau dans Mon Petit Ami virtuel |

Au Québec
- Xavier Dolan dans After : Chapitre 2

## Distinctions
Sauf indication contraire, les informations mentionnées dans cette section peuvent être confirmées par la base de données cinématographiques IMDb,  présente dans la section « Liens externes ».

### Récompenses
- Kids' Choice Awards 2009 : Acteur de télévision préféré dans une série télévisée comique pour La Vie de croisière de Zack et Cody
- 2010 : Kids' Choice Awards de l'acteur de télévision préféré dans une série télévisée comique pour La Vie de croisière de Zack et Cody
- 2011 : Kids' Choice Awards de l'acteur de télévision préféré dans une série télévisée comique pour La Vie de croisière de Zack et Cody

### Nominations
Cette section ne s'appuie pas, ou pas assez, sur des sources secondaires ou tertiaires indépendantes du sujet. Le texte peut contenir des analyses inexactes ou inédites de sources primaires.
Pour l'améliorer, ajoutez-en, ou placez des modèles {{Source secondaire souhaitée}} ou {{Source secondaire nécessaire}} sur les passages mal sourcés. (février 2024)
- 1999 : YoungStar Awards meilleure performance d'un jeune acteur dans un film de comédie pour Big Daddy partagé avec Cole Sprouse
- 1999 : The Stinkers Bad Movie Awards de la pire performance pour Big Daddy partagé avec Cole Sprouse
- 2000 : Blockbuster Entertainment Awards de l'acteur préféré dans un second rôle pour Big Daddy partagé avec Adam Sandler et Cole Sprouse
- 2000 : MTV Movie + TV Awards du meilleur duo pour Big Daddy partagé avec Adam Sandler et Cole Sprouse
- 2000 : Young Artist Awards pour Big Daddy partagé avec Cole Sprouse
- 2006 : Young Artist Awards de la meilleure performance pour un jeune acteur principal pour La Vie de croisière de Zack et Cody partagé avec Cole Sprouse
- 2006 : Young Artist Awards : meilleur acteur dans une série télévisée pour [a Vie de croisière de Zack et Cody
- 2008 : Kids' Choice Awards de l'acteur de télévision préféré pour La Vie de croisière de Zack et Cody